# Kanton Argelès-Gazost
Kanton Argelès-Gazost (francouzsky Canton d'Argelès-Gazost) je francouzský kanton v departementu Hautes-Pyrénées v regionu Midi-Pyrénées. Tvoří ho 23 obcí.

## Obce kantonu
- Adast
- Agos-Vidalos
- Arcizans-Avant
- Argelès-Gazost
- Artalens-Souin
- Ayros-Arbouix
- Ayzac-Ost
- Beaucens
- Boô-Silhen
- Cauterets
- Gez
- Lau-Balagnas
- Ouzous
- Pierrefitte-Nestalas
- Préchac
- Saint-Pastous
- Saint-Savin
- Salles
- Sère-en-Lavedan
- Soulom
- Uz
- Vier-Bordes
- Villelongue